# جلسه آغاز پروژه
جلسه آغاز پروژه (به انگلیسی: KickOff Meeting) اولین جلسه با تیم پروژه و کارفرما(صاحب پروژه ،مشتری) پروژه است. این جلسه تعریف عناصر اصلی پروژه و سایر فعالیت‌های برنامه‌ریزی پروژه را به همراه دارد. این جلسه اعضای تیم پروژه و مشتری را معرفی می‌کند و فرصتی برای بحث دربارهٔ نقش اعضای تیم فراهم می‌کند. سایر عناصر اساسی در پروژه که شامل مشتری می‌شوند نیز ممکن است در این جلسه مورد بحث قرار گیرند (برنامه، گزارش وضعیت و غیره).
در صورت وجود اعضای جدید تیم، فرایند دنبال شده توضیح داده می‌شود تا استانداردهای کیفی سازمان حفظ شود. در صورت وجود هر ابهامی در اجرای فرایند، شفافیت توسط مدیر پروژه ارائه می‌شود.
بحث ویژه ای دربارهٔ قانونی بودن پروژه وجود دارد. به عنوان مثال، تیم طراحی که با تیم آزمایش تعامل دارند ممکن است بخواهند اتومبیلی در جاده‌های شهر تست شود. اگر مجوزهای قانونی توسط ذینفع مربوطه در هنگام شروع مسابقه ذکر نشده باشد، آزمون ممکن است بعداً اصلاح شود تا با قوانین محلی راهنمایی و رانندگی مطابقت داشته باشد (این تأخیر موجب بی برنامگی در اجرای پروژه می‌شود). بنابراین، بهترین کار این است که در جلسه بحث و گفتگو در این باره بحث شود و جداگانه پیگیری شود، نه این که فرضیات را ادامه دهید و بعداً مجبور شوید برنامه‌های آزمایشی را دوباره برنامه‌ریزی کنید.
جلسه شروع، باعث اشتیاق در کارفرما (صاحب پروژه یا مشتری) است و خلاصه ای از پروژه را نشان می‌دهد. با نمایش دانش کامل از هدف و گام‌هایی در زمینه دستیابی به آن، کارفرما (صاحب پروژه یا مشتری)، به توانایی تیم در ارائه کار اطمینان می‌یابد. Kickoff به معنای شروع کار است.